# Новолоктинське сільське поселення
Новоло́ктинське сільське поселення (рос. Новолоктинское сельское поселение) — муніципальне утворення у складі Ішимського району Тюменської області, Росія.
Адміністративний центр — село Новолокті.

## Населення
Населення — 969 осіб (2020; 1032 у 2018, 1079 у 2010, 1354 у 2002).

## Склад
До складу поселення входять такі населені пункти:
| Населений пункт    | Населення, осіб (2002) | Населення, осіб (2010) |
| ------------------ | ---------------------- | ---------------------- |
| Локті, присілок    | 229                    | 166                    |
| Новолокті, село    | 1121                   | 911                    |
| Ревягіна, присілок | 4                      | 2                      |